# ديفيد بارنز (نبال)
ديفيد بارنز (بالإنجليزية: David Barnes)‏ هو نبال أسترالي، ولد في 22 فبراير 1986.

## وصلات خارجية
- ديفيد بارنز على موقع أوليمبيديا (الإنجليزية)
- ديفيد بارنز على موقع اللجنة الأولمبية الأسترالية (الإنجليزية)